# Klejtrup Sø
Klejtrup Sø är en sjö på Jylland i Danmark. Den ligger 10 km sydväst om Hobro vid samhället Klejtrup.
Arean är 1,27 kvadratkilometer. Trakten runt Klejtrup Sø består till största delen av jordbruksmark. Den sträcker sig 1,5 kilometer i nord-sydlig riktning, och 1,1 kilometer i öst-västlig riktning. Sjöns utflöde Klejtrup Bæk rinner till Skals Å.
Klejtrup Sø ingår i Natura 2000 området Lovns Bredning, Hjarbæk Fjord og Skals Ådal.
Vid sjöns sydände ligger Verdenskortet, en världskarta av jord och sten som byggdes 1944-1969 av dansk-amerikanen Søren Poulsen. På samma ställe ligger Klejtrup Volde, rester av medeltidsborgen Brattingsborg.
Den här artikeln är helt eller delvis baserad på material från danskspråkiga Wikipedia, tidigare version.